# Togöl (Frödinge socken, Småland)
Togöl är en sjö i Vimmerby kommun i Småland och ingår i Botorpsströmmens huvudavrinningsområde. Sjön har en area på 0,0732 kvadratkilometer och ligger 114 meter över havet.

## Delavrinningsområde
Togöl ingår i det delavrinningsområde (639589-151462) som SMHI kallar för Mynnar i Yxern. Medelhöjden är 132 meter över havet och ytan är 45,85 kvadratkilometer. Det finns ett avrinningsområde uppströms, och räknas det in blir den ackumulerade arean 59,84 kvadratkilometer. Gröppleån som avvattnar avrinningsområdet har biflödesordning 3, vilket innebär att vattnet flödar genom totalt 3 vattendrag innan det når havet efter 50 kilometer. Avrinningsområdet består mestadels av skog (68 %) och jordbruk (21 %). Avrinningsområdet har 0,43 kvadratkilometer vattenytor vilket ger det en sjöprocent på 0,9 %. Bebyggelsen i området täcker en yta av 0,8 kvadratkilometer eller 2 % av avrinningsområdet.